# Batuputih Kenek
Batuputih Kenek is een bestuurslaag in het regentschap Sumenep van de provincie Oost-Java, Indonesië. Batuputih Kenek telt 2949 inwoners (volkstelling 2010).